# Gaetanus brevispinus
Gaetanus brevispinus är en kräftdjursart som först beskrevs av Georg Ossian Sars 1900.  Gaetanus brevispinus ingår i släktet Gaetanus och familjen Aetideidae. Inga underarter finns listade i Catalogue of Life.